# أنتوني مالدونادو
أنتوني مالدونادو (بالفرنسية: Anthony Maldonado)‏ هو دراج فرنسي، ولد في 9 أبريل 1991 في Puyricard ‏ في فرنسا.

## وصلات خارجية
- أنتوني مالدونادو على موقع الاتحاد الدولي للدراجات (الإنجليزية)
- أنتوني مالدونادو على موقع أرشيف الدراجات (الإنجليزية)
- أنتوني مالدونادو على موقع إحصائيات الدراجات الإحترافية (الإنجليزية)
- أنتوني مالدونادو على موقع نسبة الدراجات (الإنجليزية)